# Richard J. Terrile
Richard John Terrile (né le 22 mars 1951 à New York) est un scientifique du programme Voyager qui a découvert plusieurs lunes de Saturne, d'Uranus et de Neptune. Il travaille au Jet Propulsion Laboratory de la NASA.